# Jacob Peters (Politiker)
Jacob Peters (* 3. Oktober 1842 auf dem Emmingerhof; † 14. Mai 1913 auf dem Fressenhof) war ein deutscher Gutsbesitzer und Politiker.

## Leben
Peters war der Sohn des Oberförsters und Gutsbesitzers Johann Josef (Baptist) Peters (* 2. Februar 1797; † 30. Juni 1846 Emmingerhof) und dessen Ehefrau Anna Maria geborene Albrecht (6. September 1803 Emmingerhof; † 7. September 1867 in Ochtendung), die Erbin des Emmingerhofs. Er war katholisch und heiratete am 10. Mai 1872 in Ochtendung Anna Maria Kraft (* 10. Mai 1848 Fresserhof; † 31. August 1919 Fressenhof), die Erbin des Fressenhofs.
Peters diente als Sekondeleutnant im Westfälischen Pionier-Bataillon Nr. 7 und war 1870/71 Teilnehmer am Deutsch-Französischen Krieg und schied als Premierleutnant aus dem Dienst aus. Er lebte als Gutsbesitzer auf dem Fressenhof. Er war Mitglied des Vorstandes der Landwirtschaftskammer für die Rheinprovinz.
Er gehörte dem Kreistag des Kreis Mayen an und war bis 1909 Mitglied des Kreisausschusses. Von 1885 bis 1888 war er Abgeordneter im Provinziallandtag der Rheinprovinz. Er wurde für den Stand der Landgemeinden und den Wahlkreis Cochem, Mayen gewählt. Auch nach der Wahlrechtsreform 1888 blieb er bis 1913 Abgeordneter, nun gewählt durch den Kreistag des Kreises Mayen. Im Juli 1888 wurde er stellvertretendes Mitglied des Provinzialausschusses und war dann vom 13. Juni 1897 bis zu seinem Tod 1913 Mitglied des Provinzialausschusses.
1870/71 erhielt er die Kriegsgedenkmünze für Kombattanten und 1898 die Erinnerungsmedaille zum Andenken an den 100sten Geburtstag von Kaiser Wilhelm I. 1905 wurde er mit dem Roter Adlerorden 4. Klasse und 1910 mit dem Ritterkreuz 1. Klasse des Ordens vom Zähringer Löwen ausgezeichnet.